# 马克思—列宁—卢森堡阵线
马克思—列宁—卢森堡阵线（荷蘭語：Marx-Lenin-Luxemburg-front）是1940年5月10日纳粹德国入侵荷兰后，由亨德利库斯·斯内夫利特、威廉·多勒曼和亚伯拉罕·梅尼斯特创建的一个奉行左翼共产主义和反法西斯主义的抵抗运动组织。该组织一直活跃到1942年4月，当时其整个领导层被德军逮捕，并于同年4月12日被处决。
马克思—列宁—卢森堡阵线是斯内夫利特领导的政党——革命社会主义工人党的地下继承者。该党在德军入侵后立即解散，斯内夫利特也不得不藏匿起来以避免被捕。
马克思—列宁—卢森堡阵线主要作为一个宣传团体活动，并出版自己的双周刊《斯巴达克斯》，每两周出版一次。《斯巴达克斯》在战争前期是影响力最大的地下报纸之一，发行量为5000份，而当时整个地下出版物的总发行量估计为55000份。该组织尤其积极反对纳粹当局推行的反犹政策，并参与了1941年2月反对这些措施的罢工（即“二月罢工”）。
1942年4月其领导层被捕并被处决后，马克思—列宁—卢森堡阵线因政治分歧而分裂为两个组织：“革命马克思主义者委员会”和“共产主义联盟斯巴达克斯”。这两个组织的影响力远不如原先的马克思—列宁—卢森堡阵线。
马克思—列宁—卢森堡阵线是荷兰在第二次世界大战期间最早成立的重要抵抗组织之一。在鼎盛时期，其成员数可能达到500。